# 吉澤智惠
吉澤智惠（1983年7月9日—），出生於日本東京都荒川區，是日本女子排球運動員，身高173公分，體重65公斤，場上位置為主攻。

## 生涯簡介
自小受身為主婦排球選手的母親影響而在就讀小四時加入當地的體育會 - 東金町Vivas開始排球生涯。在升至共榮學園高校就讀期間，高一即成同校排球隊中的主力，2000年的春季高校排球大賽更曾經打入四強；同年代表日本出戰亞洲青少年錦標賽也獲得亞軍。
2002年加入武富士BAMBOO。吉澤以173cm的身高創造了驚人的扣球及防守能力而活躍於賽場，在第九屆（2002-03球季）及第十屆（2003-04球季）的V.League排球聯賽中以自由人身份出場，第十一屆（2004-05球季）則以最矮身高的主力選手出戰整個球季所有賽事。
2005年首度入選日本女排，同年的世界女排大獎賽第一場比賽對戰波蘭就獲得先發，更在單場拿下10分。2002年的日美女排對抗賽中也被錄入至選手大名單。
2009年5月，其所屬的球會 - 武富士BAMBOO宣佈解散；同年8月正式宣佈加盟西班牙球會Club Voleibol Tenerife，參加西班牙甲組排球聯賽。
2010年返國加盟JT Marvelous，重返睽違一年的V.League排球聯賽的賽事當中。

## 生涯及得獎經歷
- 生涯簡歷

尾久宮前小學（東金町Vivas）→共榮學園中學→共榮學園高等學校→武富士BAMBOO（2002-2009年）→ 西班牙Club Voleibol Tenerife（2009-2010年）→JT Marvelous（2010年至今）
- 日本女排 - 2005年、2010年

## 外部連結
- 吉澤智惠官方網站
- 吉澤智惠所屬經理人公司 - Delightcorp官方網站（页面存档备份，存于）